# Brandon Haunstrup
Brandon Neil Haunstrup (* 26. Oktober 1996 in Waterlooville) ist ein englischer Fußballspieler, der zuletzt beim FC Kilmarnock in der Scottish Championship unter Vertrag stand.

## Karriere
Brandon Haunstrup wurde im Jahr 1996 in Waterlooville, etwa 10 km nördlich von Portsmouth geboren. In seiner Jugend spielte er für die Mannschaft des FC Portsmouth. Am 25. Juni 2015 unterschrieb Haunstrup seinen ersten Vertrag als Profi bei „Pompey“. Einen Monat später feierte er sein Debüt in der ersten Mannschaft, als er gegen Derby County im Ligapokal zum Einsatz kam. Im April 2016 wurde sein Vertrag verlängert. Im Oktober 2016 verbrachte Haunstrup einen Monat bei Sutton United in der National League, für den er drei Spiele absolvierte. Nach der Leihe kehrte er nach Portsmouth zurück und stieg mit dem Team 2017 in die dritte englische Liga auf. In der Saison 2017/18 kam er auf der Position des Linksverteidigers auf 16 Ligaspiele. In den folgenden beiden Spielzeiten kam er jeweils auf fünf und zehn Einsätze in der Liga. Im Jahr 2019 gewann er mit Portsmouth die EFL Trophy. Nach mehreren Vertragsverlängerungen verließ Haunstrup den Verein seiner Jugend im Sommer 2020.
Im Juli 2020 unterschrieb der 23-Jährige einen Vertrag über zwei Jahre beim schottischen Erstligisten FC Kilmarnock.